# Hail to the Chief

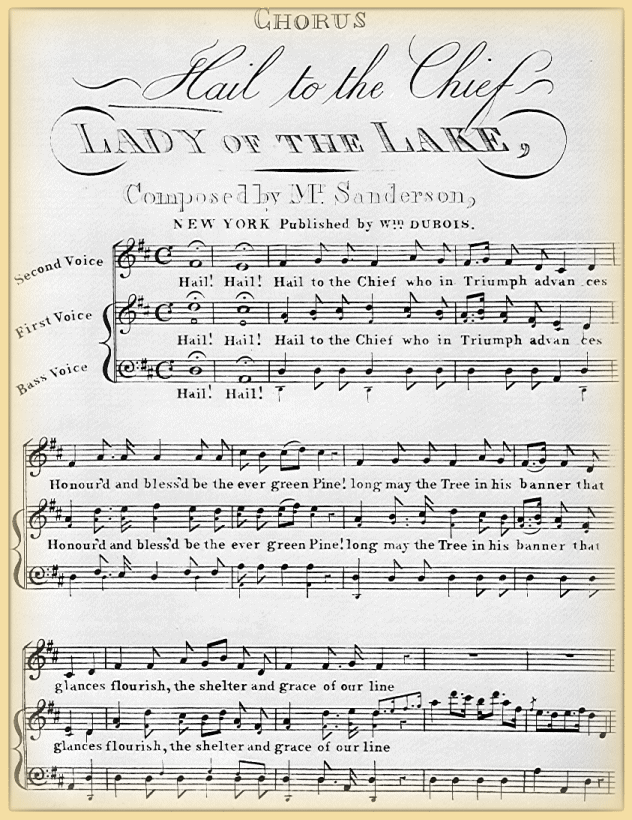
Spartito originale

Hail to the Chief è la marcia militare del Presidente degli Stati Uniti d'America. La sua esecuzione lo accompagna in molte apparizioni pubbliche. Per le principali occasioni ufficiali il brano viene generalmente eseguito dalla Banda della Marina degli Stati Uniti o da quella di un'altra forza militare.

## Storia
I versi del poema La donna del lago (The Lady of the Lake) di Sir Walter Scott furono musicati intorno al 1812 dal musicista James Senderson, direttore d'orchestra del Surrey Theatre di Londra. Hail to the Chief venne inserita come brano di questa opera.
L'opera teatrale The Lady of the Lake sbarcò negli Stati Uniti nel maggio del 1812, con una rappresentazione a New York. La prima associazione di Hail to the Chief con il Presidente degli Stati Uniti avvenne nel 1815, quando venne eseguita in onore di George Washington e della fine della Guerra d'indipendenza americana. Andrew Jackson è stato il primo Presidente per il quale il brano è stato suonato in onore della sua posizione; la prima volta che Hail to the Chief è stata suonata per celebrare l'insediamento di un Presidente è stata nel 1837, per Martin Van Buren.

## Testo
Il testo, scritto da Albert Gamse sulla musica di James Sanderson, viene raramente cantato.
Testo ufficiale:
Hail to the Chief we have chosen for the nation,

Hail to the Chief! We salute him, one and all.

Hail to the Chief, as we pledge cooperation

In proud fulfillment of a great, noble call.

Yours is the aim to make this grand country grander,

This you will do, that's our strong, firm belief.

Hail to the one we selected as commander,

Hail to the President! Hail to the Chief!
Versi originali di Sir Walter Scott:
Hail to the chief, who in triumph advances,

Honored and bless'd be the evergreen pine!

Long may the tree in his banner that glances,

Flourish, the shelter and grace of our line.

Heav'n send it happy dew,

Earth lend it sap anew,

Gaily to bourgeon and broadly to grow;

While ev'ry highland glen,

Sends our shout back again,

"Roderigh Vich Alpine dhu, ho! i-e-roe!"

Ours is no sapling, chance-sown by the fountain,

Blooming at Beltane, in winter to fade;

When the whirlwind has stripp'd ev'ry leaf on the mountain,

The more shall Clan Alpine exult in her shade.

Moor'd in the lifted rock,

Proof to the tempest shock,

Firmer he roots him, the ruder it blow;

Menteith and Breadalbane, then,

Echo his praise again,

"Roderigh Vich alpine dhu, ho! i-e-roe!"

Row, vassals, row for the pride of the Highlands!

Stretch to your oars for the evergreen pine!

Oh, that the rosebud that graces yon islands,

Were wreath'd in a garland around him to twine!

O, that some seedling gem,

Worthy such noble stem,

Honor'd and bless'd in their shadow might grow!

Loud should Clan Alpine then,

Ring from her deepmost glen,

"Roderigh Vich Alpine dhu, ho! i-e-roe!"